# لورديس تيودورو
لورديس تيودورو (بالإنجليزية: Lourdes Teodoro)‏ (4 يونيو 1946، غوياس في البرازيل)؛ كاتِبة وشاعرة برازيلية.